# First Impressions of Earth
| Críticas profissionais | Críticas profissionais |
| Avaliações da crítica  | Avaliações da crítica  |
| Fonte                  | Avaliação              |
| ---------------------- | ---------------------- |
| AbsolutePunk           | (88%)                  |
| Allmusic               | [ 3 ]                  |
| The Austin Chronicle   | [ 4 ]                  |
| The A.V. Club          | (B+)                   |
| Blender                | [ 6 ]                  |
| Entertainment Weekly   | (B+)                   |
| The Guardian           | [ 8 ]                  |
| NME                    | (8/10)                 |
| Pitchfork Media        | (5.9/10)               |
| Rolling Stone          | [ 11 ]                 |
| Spin Magazine          | [ 12 ]                 |

First Impressions of Earth é o terceiro álbum de estúdio da banda estadunidense The Strokes, lançado em 2006.
Esse álbum foi um marco na história da banda por ter tentado inovar seu rock: "Juicebox" (O primeiro single) tem um clipe que foi censurado pela MTV, por conter cenas homossexuais tanto entre homens quanto entre mulheres. Um dos contra-argumentos usados pela banda, foi o de que a maioria dos clipes de Hip Hop são muito mais "sexuais" que o Juicebox; o clipe passou por um processo de reedição e essas imagens foram retiradas.[carece de fontes?] "Heart In a Cage" foi o segundo single e "You Only Live Once" o terceiro.

## Faixas
| N.º            | Título               | Compositor(es)                       | Duração |  |
| 1.             | "You Only Live Once" | Julian Casablancas                   | 3:09    |  |
| 2.             | "Juicebox"           | Julian Casablancas                   | 3:17    |  |
| 3.             | "Heart In a Cage"    | Julian Casablancas                   | 3:27    |  |
| 4.             | "Razorblade"         | Julian Casablancas                   | 3:29    |  |
| 5.             | "On The Other Side"  | Julian Casablancas                   | 4:38    |  |
| 6.             | "Vision of Division" | Julian Casablancas                   | 4:20    |  |
| 7.             | "Ask Me Anything"    | Julian Casablancas, Nick Valensi     | 3:12    |  |
| 8.             | "Electricityscape"   | Julian Casablancas                   | 3:33    |  |
| 9.             | "Killing Lies"       | Julian Casablancas, Nikolai Fraiture | 3:50    |  |
| 10.            | "Fear of Sleep"      | Julian Casablancas                   | 4:00    |  |
| 11.            | "15 Minutes"         | Julian Casablancas                   | 4:34    |  |
| 12.            | "Ize of the World"   | Julian Casablancas                   | 4:29    |  |
| 13.            | "Evening Sun"        | Julian Casablancas, Fabrizio Moretti | 3:06    |  |
| 14.            | "Red Light"          | Julian Casablancas                   | 3:11    |  |
| Duração total: | Duração total:       | Duração total:                       | 59:19   |  |

## Paradas musicais
| Paradas                        | Melhor posição |
| ------------------------------ | -------------- |
| Alemanha (Media Control)       | 11             |
| Austrália (ARIA Charts)        | 4              |
| Estados Unidos (Billboard 200) | 4              |
| Irlanda (Irish Albums Chart)   | 3              |
| Nova Zelândia (RIANZ)          | 10             |
| Noruega (VG-lista)             | 22             |
| Portugal (AFP)                 | 22             |
| Suécia (Sverigetopplistan)     | 9              |
| Reino Unido (UK Albums Chart)  | 1              |